# Mormodes frymirei
Mormodes frymirei är en orkidéart som beskrevs av Dodson. Mormodes frymirei ingår i släktet Mormodes och familjen orkidéer.
Artens utbredningsområde är Ecuador. Inga underarter finns listade i Catalogue of Life.